# الفهد (مدرعة)
المدرعة الفهد مركبة قتال مدرعة وناقلة جنود مدرعة تستخدم من قبل القوات المسلحة السعودية. وتنتج المدرعة الفهد في المملكة العربية السعودية، وهي من إنتاج شركة عبد الله الفارس للصناعات الثقيلة ومقرها مدينة الدمام.

## الظهور
العربة المدرعة الفهد، المنتجة في المملكة العربية السعودية، ظهرت لأول مرة في عام 1418 هـ 1998. وقد اتخذ قرار تركيز الإنتاج على هذه النوعية من عربات القتال المدرعة، بدلاً من عائلة عربات الفارس.

## الأنواع والمواصفات
أنتج من المدرعة الفهد نوعان هما:
- AF-40–8-1 : ناقلة الجند المدرعة ( المصفحة APC ).
- AF–40–8-2 : عربة القتال والاستطلاع المدرعة ( المصفحة AFRV ).

### المدرعة الفهد (AF-40-8-1)
وهي عبارة عن ناقلة جند برمائية وتستوعب 9 فرداً بالإضافة إلى طاقم المركبة المكون من ثلاثة أشخاص. وتتميز بمحرك في المقدمة، ويتواجد باب كبير في المؤخرة لدخول الطاقم، كما يمكن تزويدها ببرج ومدفع رئيسي عيار 40 ،كما يمكن إضافة عدد من مزاغل الرماية.

### المدرعة الفهد (AF-40-8-2)
وهي عبارة عن عربة قتال وإستطلاع وتستوعب 3 أفراد بالإضافة إلى قائد المركبة. كما يمكن تزويدها ببرج ومدفع رئيسي حتى عيار 105 مم، بالإضافة غلى منظمة للرؤية والتسديد النهاري والليلي.

### المواصفات
المدرعة الفهد مزودة بمحرك ذي 12 أسطوانة، وقدرته 550 حصاناً، يبرد بالهواء، من إنتاج شركة Deutz .
- آلية نقل الحركة من النوع Z F 6W6-200.
- تصميم الهيكل والمحرك وآلية النقل وآلية التعليق، يوفر أداء مرتفع المستوى لعبور أنواع مختلفة من الأراضي. يمكن للعربة أن تتحرك فوق طرق، تبلغ زاوية ميلها 80 درجة، وعبور خنادق، يبلغ اتساعها 2.5 م.
- إمكانيات برمائية، وتبلغ سرعتها في الماء 8 كم / س، هيكل العربة مغطى بأوراق سبائك الصلب العالية احادية الطبقة من مادة Kevlar، لتوفير الحماية ضد الذخائر المضادة للأفراد.
- مزودة بنظام ترشيح، يوفر الوقاية للطاقم ضد تأثير أسلحة التدمير الشامل، إضافة إلى نظام يدوي أو إلى لمكافحة الحريق.
- سعة خزانات الوقود واحدة، لكلا نوعي العربة الفهد، وهذه السعة تتيح مدى أقصى لناقلة الجند، يبلغ 800 كم، وهذا المدى يزيد على مدى عربة القتال بأكثر من 200 كم.[1]

- الجدول ادناه يوضح المواصفات بالتفصيل :
| النوع                           | المواصفات العامة والفنية  | ملاحظات                         |
| ------------------------------- | ------------------------- | ------------------------------- |
| الطاقم                          | 1 + 3 فرد                 |                                 |
| النوع                           | 8 × 8                     |                                 |
| السعة من الأفراد                | 8 جنود                    | و 11 جنديا على متن AF -40 -8- 1 |
| وزن الناقلة                     | 21.8 طنا                  | مع تجهيزات القتال البرية        |
| وزن الناقلة                     | 18.5 طنا                  | مع تجهيزات القتال البرمائية     |
| وزن الناقلة                     | 16.3 طنا                  | من دون تجهيزات                  |
| الوزن النوعي                    | 30 حصاناً / طناً            |                                 |
| الطول                           | 7.9 م                     |                                 |
| العرض                           | 2.940 م                   |                                 |
| الارتفاع                        | من 1.81 م إلى 2.26 م      | متغير                           |
| ارتفاع بطن الناقلة عن سطح الأرض | من 0.15 م إلى 0.6 م       | متغير                           |
| أقصى سرعة على الطرق الممهدة     | 90 كم                     | في الساعة                       |
| أقصى سرعة على الطرق غير الممهدة | 65 كم                     | في الساعة                       |
| السرعة عند عبور المجاري المائية | 8 كم                      | في الساعة                       |
| أقصى مدى                        | 500 إلى 800 كم            |                                 |
| اجتياز مانع رأسي، ارتفاعه       | 0.6 م                     |                                 |
| اجتياز خندق، اتساعه             | 2.5 م                     |                                 |
| تسلق مرتفع، ميله                | 50 درجة                   |                                 |
| السير على طريق، ميله            | 80 درجة                   |                                 |
| نصف قطر الدواران 360 درجة       | 7.5 م                     |                                 |
| المحرك                          | Deutz                     |                                 |
| نوع الوقود                      | ديزل                      |                                 |
| سعة خزان الوقود                 | 550 لتراً                  | 150 جالون                       |
| قدرة المحرك                     | 550 حصانا                 |                                 |
| عدد الأسطوانات                  | 12                        |                                 |
| نظام نقل الحركة                 | إلى ZF                    |                                 |
| عدد السرعات الأمامية            | 6                         |                                 |
| عدد السرعات الخلفية             | 1                         |                                 |
| سمك الدرع الأمامي               | مقاوم لأسلحة عيار 14 مم   | على مسافة 300م                  |
| سمك الدرع الجانبي والخلفي       | مقاوم لأسلحة عيار 7.62 مم | على مسافة 25 م                  |
| الوقاية                         | ضد أسلحة التدمير الشامل   |                                 |
| الحرائق                         | جهاز إطفاء آلي للحريق     | مع نظام يدوي كخيار              |
| الإتصال اللاسلكية               | أجهزة اتصال خارجية        |                                 |
| الملاحة                         | أجهزة ملاحة               |                                 |

### القدرة على البقاء
- الدرع الأمامي مقاوم للقصف المكثف من أسلحة عيار 14 مم على مسافة 300م.
- الدرع الجانبي والخلفي مقاوم للقصف المكثف من أسلحة عيار 7.62 مم على مسافة 25 م.
- محصنة ضد الأسلحة الكيميائية والبيولوجية والإشعاعات النووية.
- مزودة بأجهزة إطفاء آلي لإخماد الحرائق.

### تجهيزات إضافية
- مزودة بأجهزة اتصال لاسلكية خارجية.
- مزودة بأجهزة ملاحة.

## مشغلون

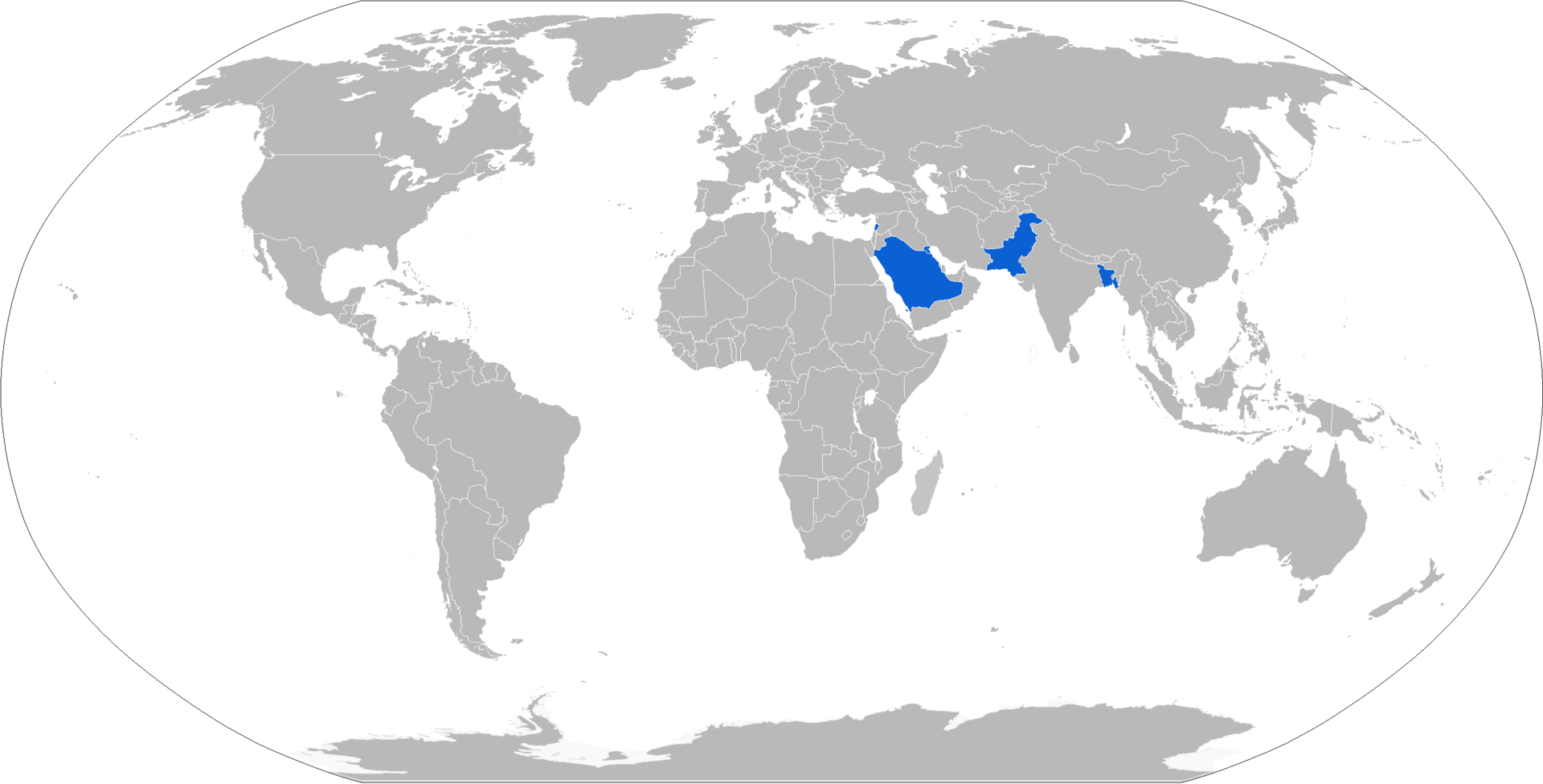
خريطة مشغلون مركبة الفهد

### مشغلون حاليون
- السعودية المنتج والمصمم
- باكستان: 250 مركبة مشاة قتالية الفهد في الخدمة مع الجيش الباكستاني.[2]
- الكويت [3]
- لبنان [3]
- بنغلاديش [3]